# Мулен де ла Галет

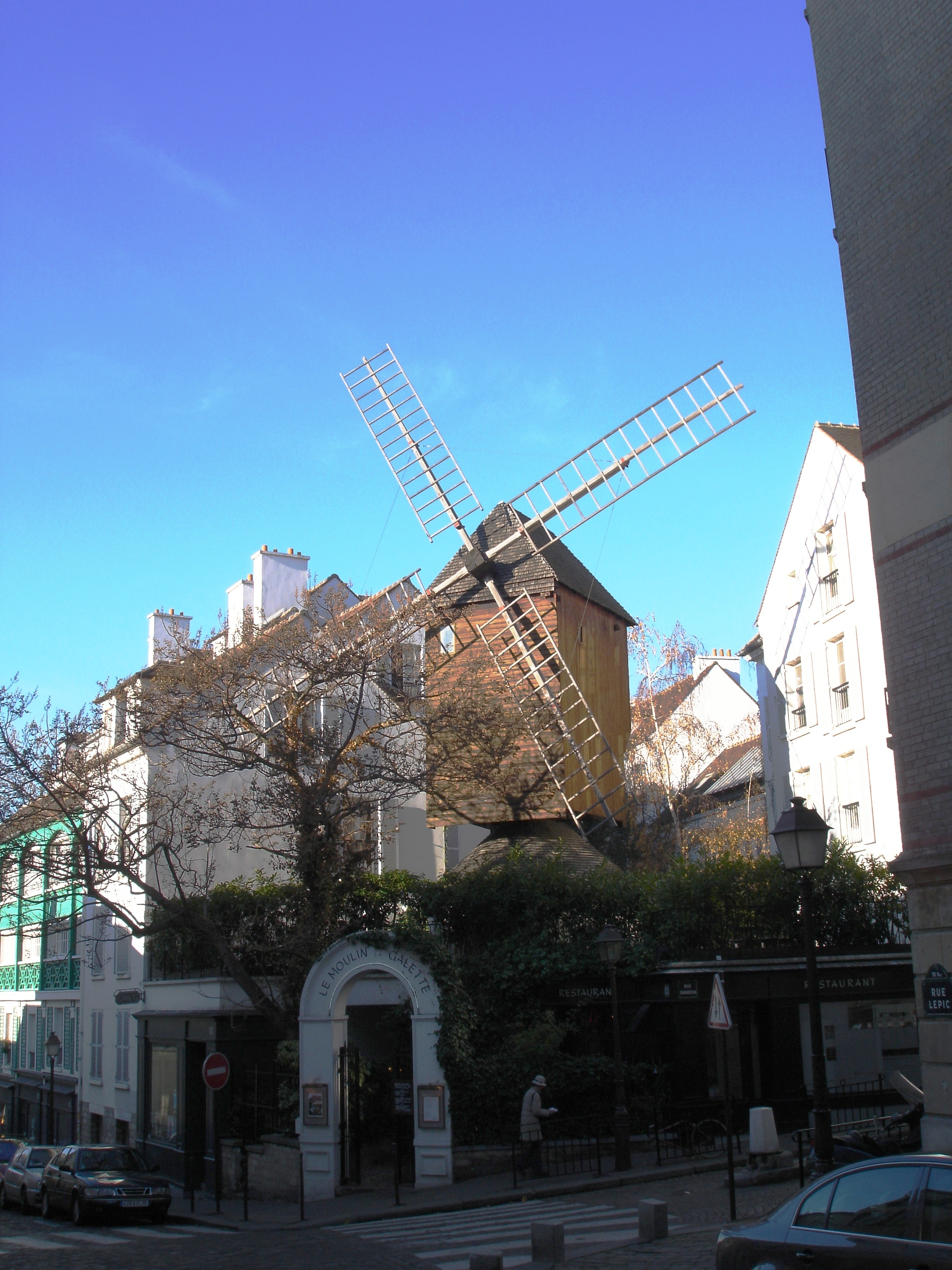
Ресторан «Moulin de la Galette» з вітряком Раде на даху

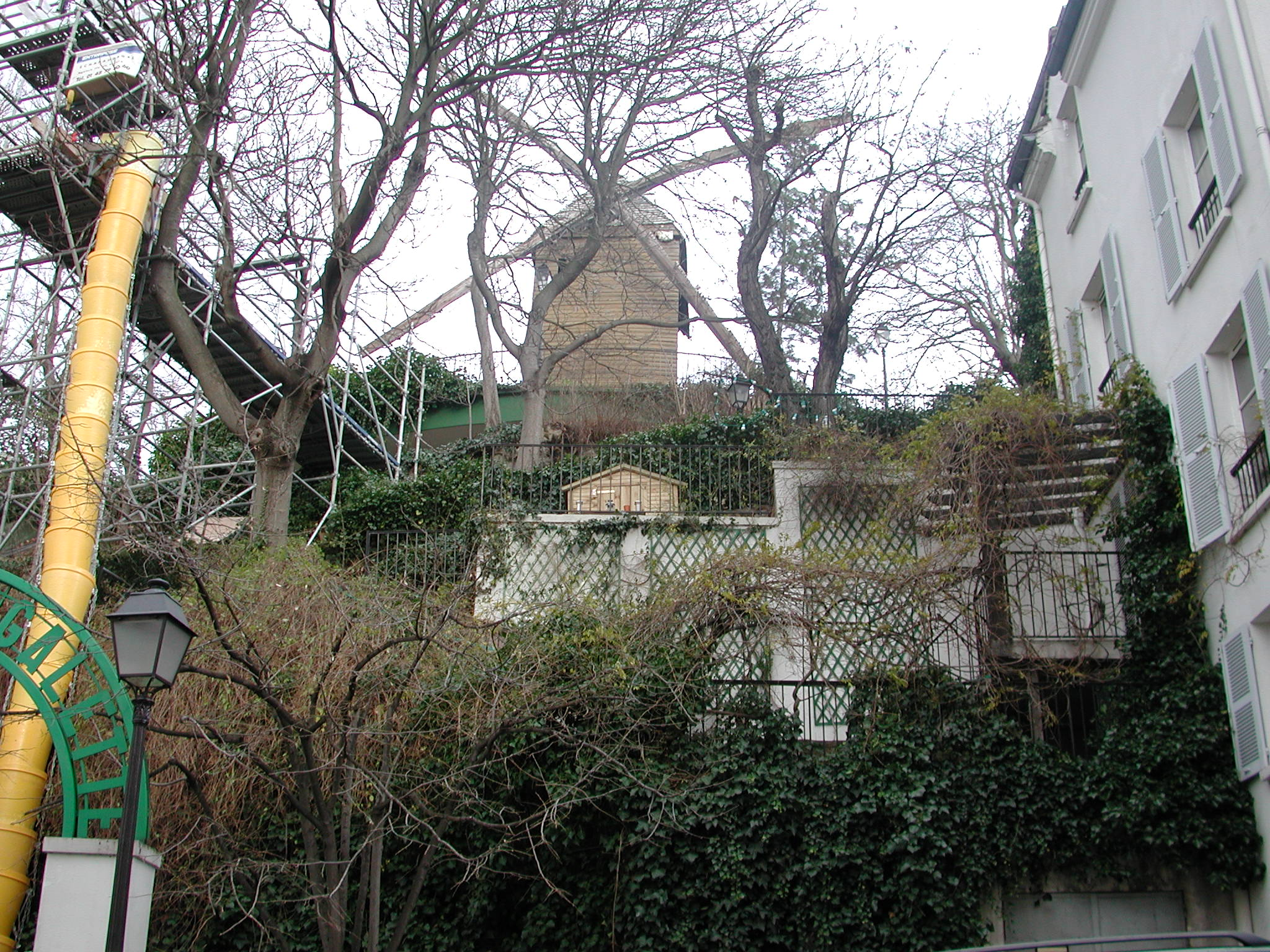
Млин Блют-Фле

Муле́н де ла Гале́т (фр. Moulin de la Galette) — вітряк, розташований у верхній частині району Монмартр в Парижі. Цей символ Монмартра зображений на полотнах багато художників: П'єр-Огюст Ренуар, Анрі Тулуз-Лотрек, Рамон Касас, Вінсент ван Гог та Пабло Пікассо. Вітряк є пам'яткою архітектури з 1939 і охороняється державою.

## Історія
Насправді Мулен де ла Галет (фр. moulin de la galette) складається з двох млинів Блют-Фен (Blute-fin, 1622) та Раде (Radet, 1717). Назва «Мулен де ла Галет» вперше згадується у 1622 й стосується млина Блют-Фен. Інша тогочасна назва першого млина: «Мулен дю Пале» (фр. moulin du palais — палацовий млин).
У 1809 обидва млини придбала родина Дебре й використовувала їх за призначенням: для виробництва борошна, але також для пресування винограду та подрібнення різних матеріалів для потреб мануфактур.
У 1870 Нікола-Шарль Дебре, тодішній власник млина, прибудував до нього танцювальний майданчик і кав'ярню, а в 1895 назвав весь комплекс «Мулен де ла Галет».
У 1930 млин стає мюзик-холлом, потім залою радіо- та телепередач, закритою в 1966.
Млин «Раде» був споруджений у 1717. У 1760 повністю реконструйований. У 1834 млин став танцювальним кафе. У 1915 «Асоціація друзів старого Монмартру» порятувала його від зруйнування. А в 1924 році власник млина перевозить його на кут вулиць Жирардон і Лепік. 1958 року млин і навколишній ансамбль був занесений до списку історичних пам'яток Франції. У 1978 році було проведено його реставрацію. У жовтні 2001 замінено зношені крила вітряка.

## Ресторан
Однойменний ресторан розташований трохи нижче на пагорбі. Ресторан має вітряк — Муле́н Раде́ (фр. Moulin Radet), за прізвищем власників ресторану та обох млинів. Ресторан також фігурує на полотнах імпресіоністів, в першу чергу Ренуара, Ван Гога, Тулуз-Лотрека.

## Млин і ресторан на полотнах

Бал в Мулен де ла Галет Оґюст Ренуар, 1876, музей д'Орсе
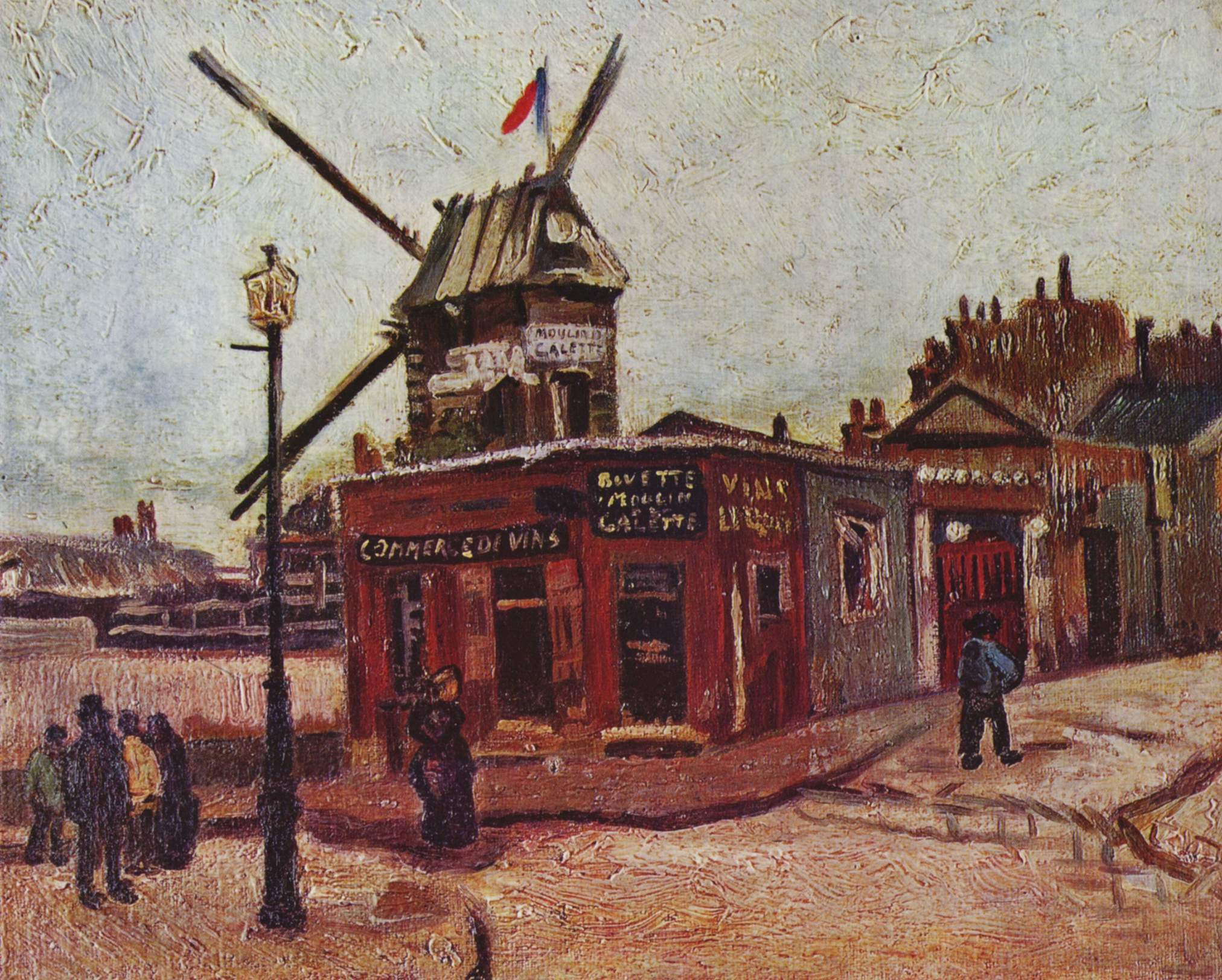
Мулен де ла Галет Вінсент ван Гог, 1886, Нова національна галерея, Берлін
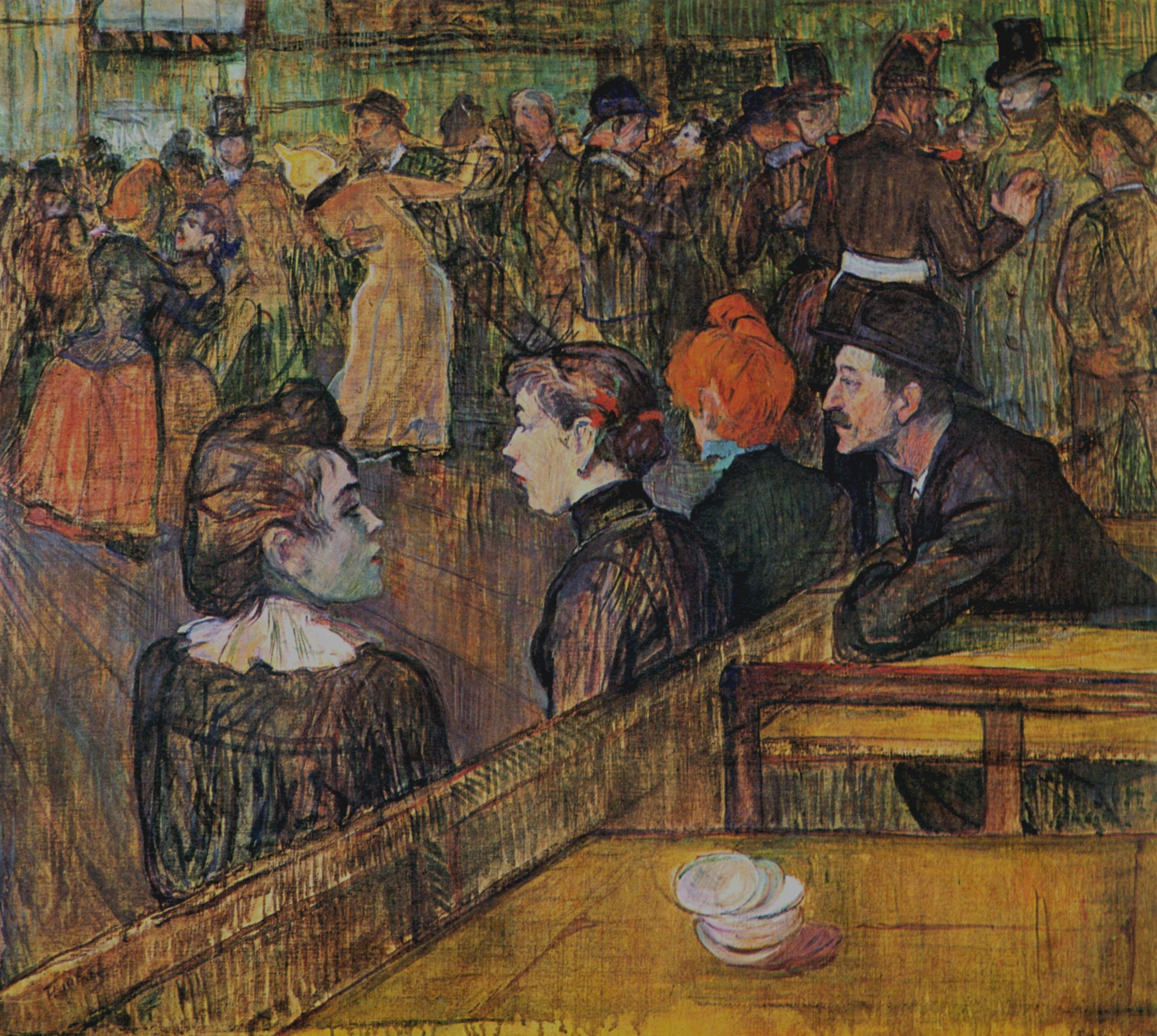
Мулен де ла Галет Анрі Тулуз-Лотрек, 1889, Інститут мистецтв, Чикаго
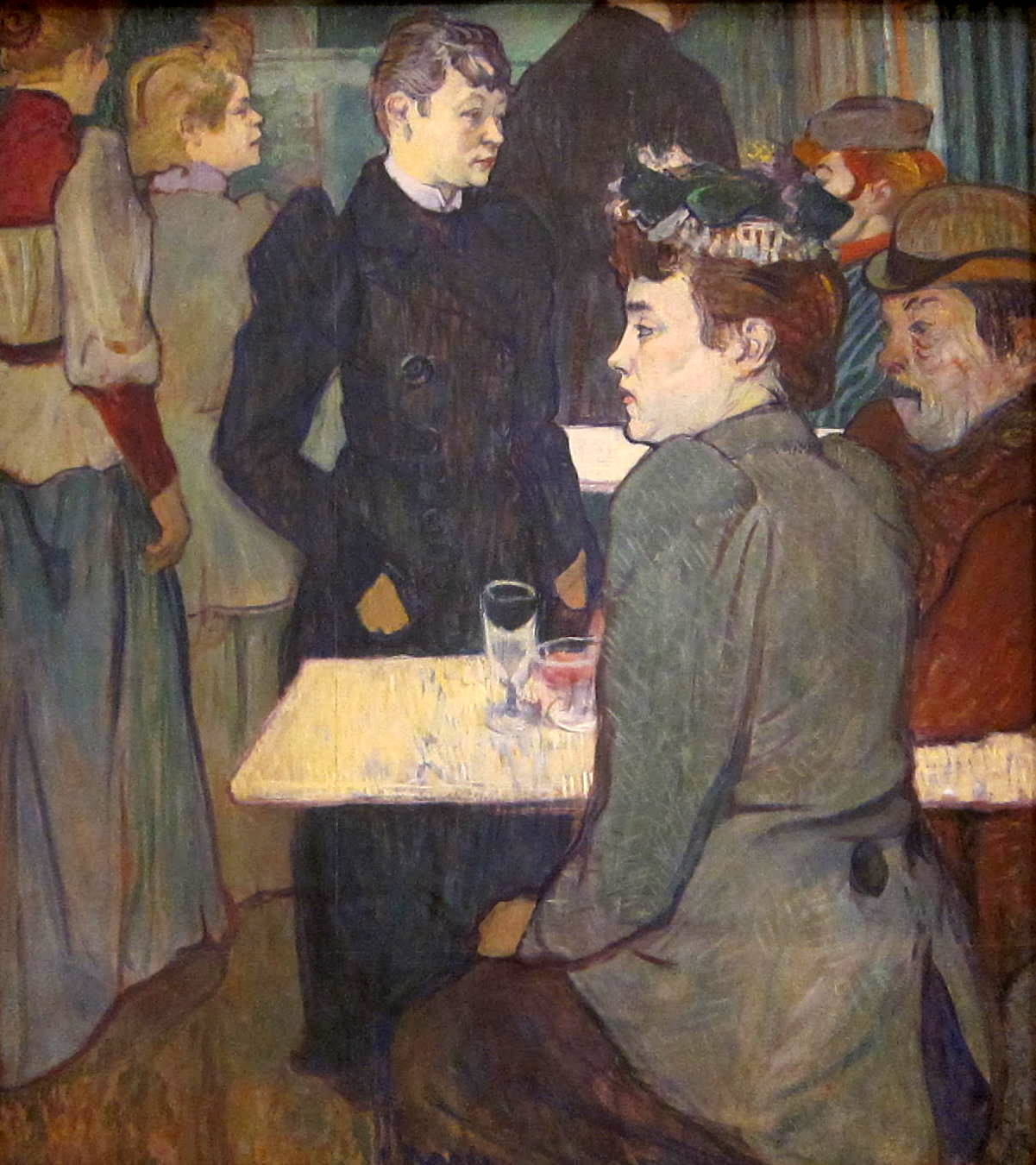
На розі Мулен де ла Галет, Тулуз-Лотрек, Вашингтон
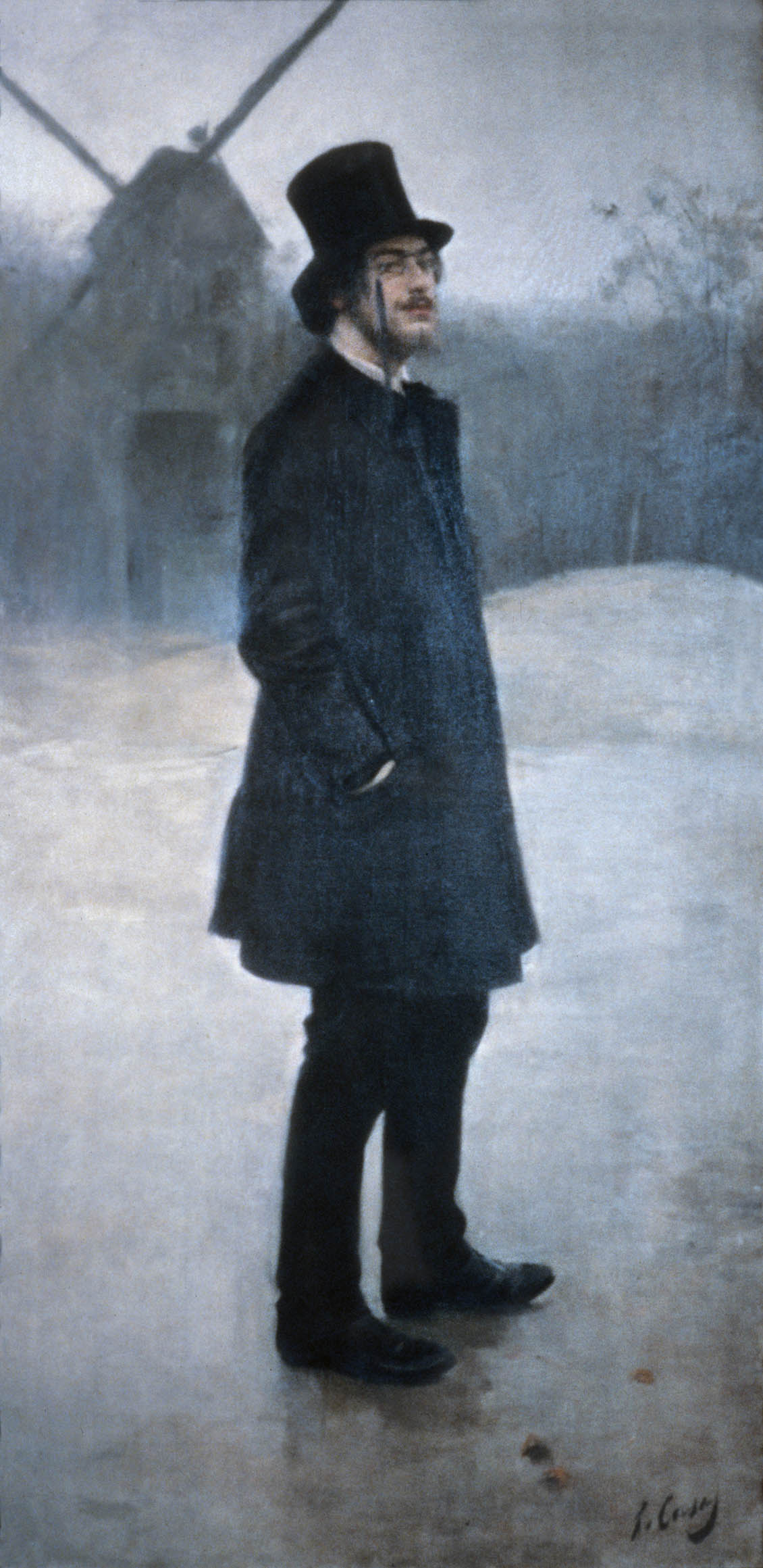
Портрет Еріка Саті на тлі «Мулен де ла Галет», Рамон Касас
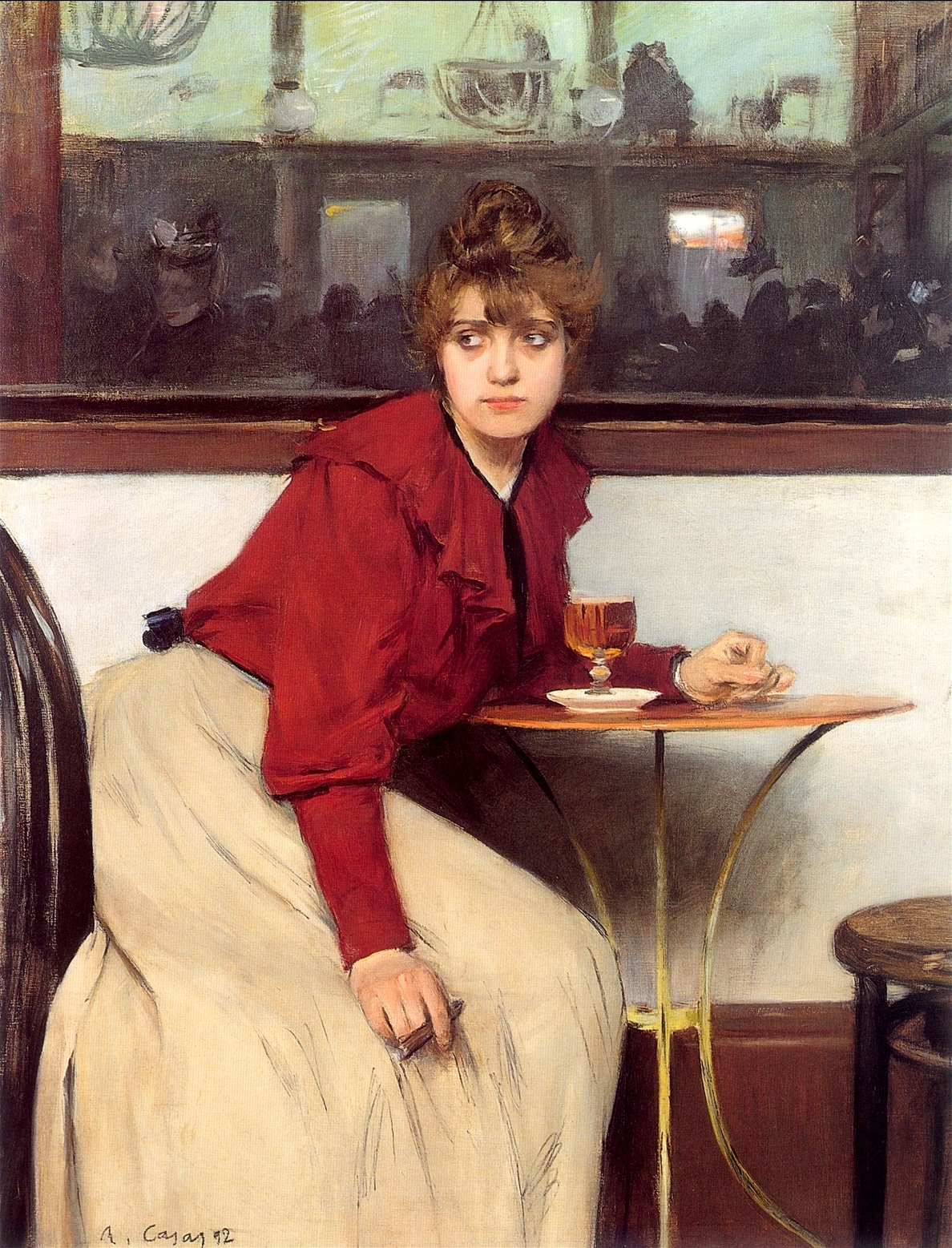
Мулен де ла Галет, Рамон Касас
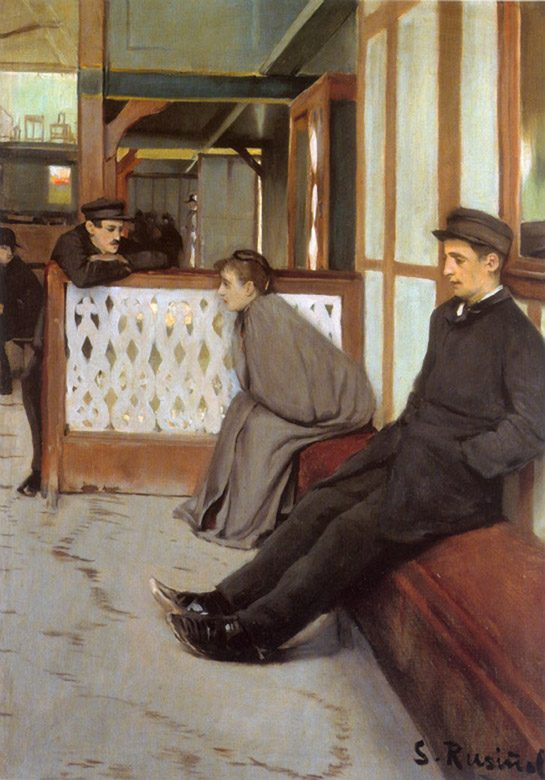
В очікуванні відвідувачів (Мулен де ла Галет), Сантьяго Русіньоль